# Ludwig Cremer
Ludwig Cremer (*  4. Juli 1909 in Duisburg; † 23. November 1982 in Frankfurt am Main) war ein deutscher Regisseur, Schauspieler und Hörspielsprecher.

## Karriere
Bekanntgeworden ist Ludwig Cremer vor allem als Hörspielregisseur. 1947 entstanden seine Inszenierungen von Wolfgang Borcherts Draußen vor der Tür und Schnabels epochemachendem Feature Der 29. Januar (beide NWDR). 1949 inszenierte er drei Folgen des 35-teiligen Hörbilds Goethe erzählt sein Leben des NWDR. Auch als Hörspielsprecher trat er in Erscheinung, so in mehreren Folgen von Goethe erzählt sein Leben, des Weiteren führte er 1954 als Erzähler (Erste Stimme) durch Dylan Thomas’ berühmtes Hörspiel Unter dem Milchwald, dann 1956 als einer der Hauptdarsteller in dem vom SWF produzierten fünfteiligen Hörspiel Am grünen Strand der Spree von Hans Scholz oder 1958 als Titelheld in Doktor Schiwago, nach dem gleichnamigen Roman von Boris Pasternak.
In den 1960er- und 70er-Jahren arbeitete Cremer auch für das Fernsehen. Hier wurde insbesondere seine Verfilmung von Friedrich Dürrenmatts Der Besuch der alten Dame 1959 ein Straßenfeger.
Einige von Ludwig Cremers Hörspielen sind mittlerweile auf CD veröffentlicht worden.

## Filmografie
- 1959: Der Besuch der alten Dame
- 1960: Hexenjagd
- 1961: Unsere kleine Stadt
- 1962: Die Feuertreppe
- 1964: Stunden der Angst
- 1965: 24 Stunden aus dem Leben einer Frau
- 1965: Abends Kammermusik
- 1965: Cristinas Heimreise
- 1965: Das Landhaus
- 1965: Klaus Fuchs – Geschichte eines Atomverrats
- 1966: Das Missverständnis
- 1966: Der Mann, der sich Abel nannte
- 1967: Hochzeitsnacht
- 1967: Der Zauberberg
- 1970: Emilia Galotti
- 1970: Unter Kuratel
- 1970: Besuch gegen zehn
- 1971: Bedenkzeit
- 1974: Memento Mori
- 1973: Endstation
- 1975: Don Juan in der Hölle
- 1977: Gaslicht
- 1981: Ein Fall für zwei (Folge:  Der Erbe)

## Hörspiele (Auswahl)
Regie
- 1947: Hermann Georg Rexroth: Der Wahrtraum (Hörspiel – NWDR)
- 1970: Friedrich Theodor Vischer: Faust. Der Tragödie dritter Teil (WDR)

Sprecher
- 1959: Romain Rolland: Liebesgeschichten der Weltliteratur: Pierre und Luce (Erzähler) – Bearbeitung: Richard Hey; Regie: Friedhelm Ortmann (Hörspielbearbeitung – WDR)